# Дочинець Іван Юрійович
Іван Юрійович Дочинець (21 січня 1932, с. Нижнє Болотне, нині Іршавського району на Закарпатті — 12 лютого 2004) — український педагог, Почесний громадянин Хуста. Батько письменника Мирослава Дочинця.

## Біографія
З 1938 року мешкав у місті Хуст, де закінчив початкову школу, два класи гімназії, 1950 року — середню школу № 1. Після закінчення школи працював коректором у редакції хустської районної газети.
У 1950—1956 роках за участь у національно-визвольному русі зазнав політичних репресій.
У 1957—1962 роках працював верстатником на Хустському лісозаводі. Одночасно навчався на філософському факультеті Київського університету. 1965 року закінчив університет із відзнакою. У 1966—1970 роках навчався в аспірантурі при Інституті філософії Академії наук.
У 1962—1971 роках працював учителем історії в школі-інтернаті села Нижній Бистрий Хустського району. Від 1972 року працював викладачем суспільних дисциплін у професійно-технічному училищі № 10 міста Хуст, від 26 листопада 2001 року був методистом цього училища.
Педагогічне звання — викладач-методист. Відмінник народної освіти УРСР. Відзначений Грамотою Державного комітету з професійно-технічної освіти.